# Peter Cook

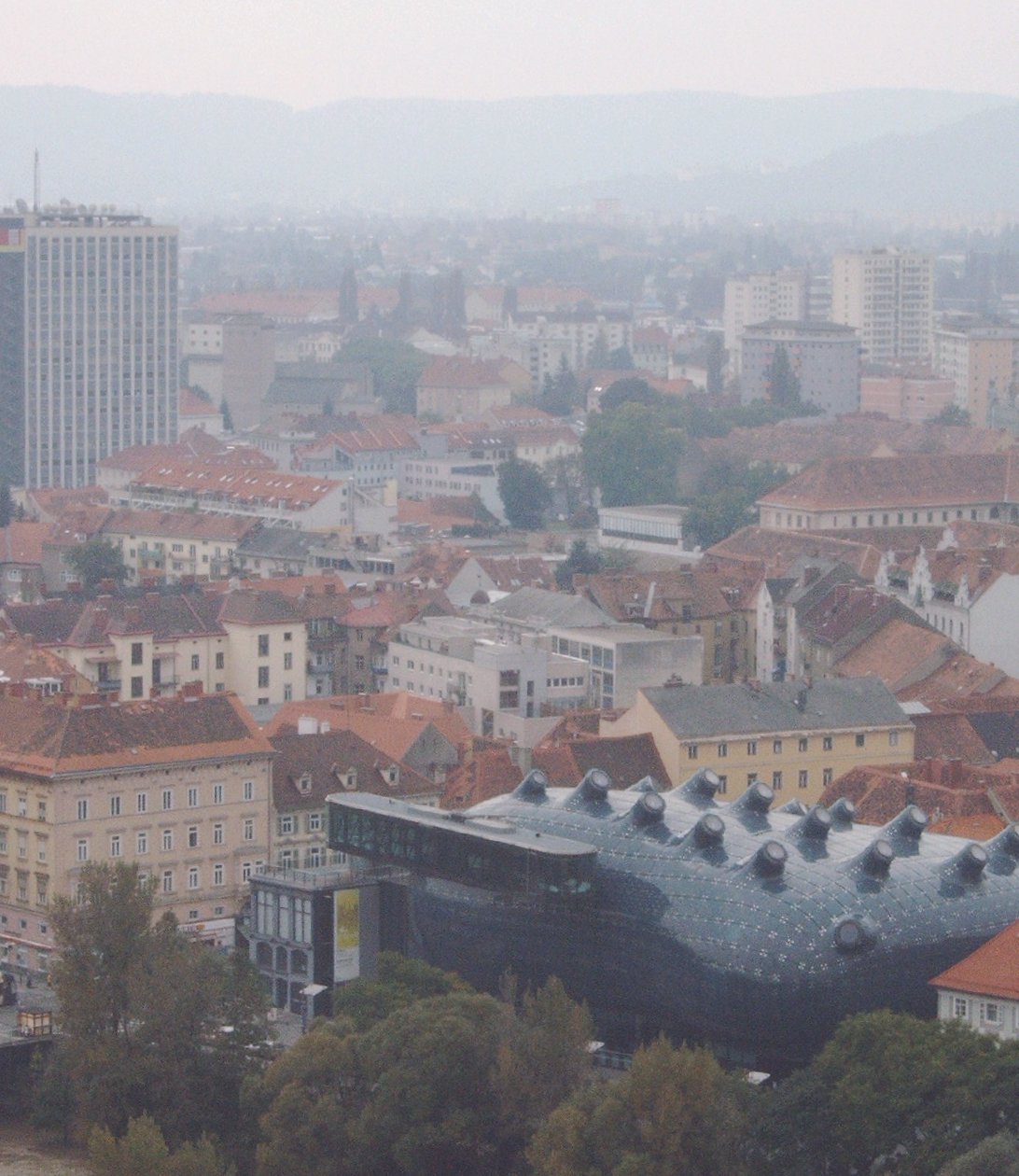
Kunsthaus Graz.

Peter Cook, född 22 oktober 1936 i Southend-on-Sea i Essex, är en brittisk arkitekt och arkitekturteoretiker, berömd för utopiska och lekfulla projekt.
Cook utbildade sig i arkitektur vid College of Art i Bournemouth och 1953–60 vid Architectural Association School of Architecture i London. Under 1960-talet blev Cook uppmärksammad som en av grundarna av den avantgardistiska, inflytelserika arkitektgruppen Archigram, som presenterade sina projekt i form av färgglada serietidningar. De utopiska projekten spände mellan byggnadsutformning till samhällsplanering och globala politiska frågor.
Under 1970- och 1980-talen var Cook rektor för Institute of Contemporary Arts (ICA) i London, samt professor vid Städelschule i Frankfurt am Main och i London. I början av 2000-talet var Cook också gästprofessor vid Arkitekturskolan LTH i Lund. 
Cook har, parallellt med det teoretiska och akademiska arbetet, varit verksam som arkitekt. Hans mest kända verk är Kunsthaus Graz i Österrike från 2003, som han ritat tillsammans med Colin Fournier och som med sin blob-arkitektur starkt kontrasterar mot den omgivande historiska bebyggelsen i stadskärnan. Han arbetar idag tillsammans med Gavin Robotham i CRAB (Cook Robotham Architectural Bureau).
Cook är gift med den israeliska arkitekten Yael Reisner.

## Verk i urval
- Tillbyggnad vid Städelschule i Frankfurt am Main, 1984
- Kunsthaus Graz, 2003 (med Colin Fournier)
- Byggnad för juridiska fakulteten, Handelshögskolan i Wien, 2009 (med Gavin Robotham)
- Vallecas husprojekt, Madrid[1]